# Paredones
Paredones – miasto w Chile, w regionie O’Higgins, w prowincji Cardenal Caro.